# ملا ولی واله
ملا ولی واله (به لاتین: Mulla Wali Waleh) یک منطقهٔ مسکونی در افغانستان است که در ولسوالی سپین‌بولدک واقع شده‌است.